# 卡洛斯·佩纳·罗慕洛

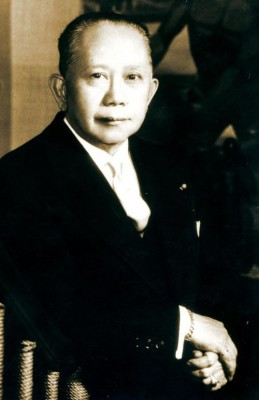

卡洛斯·佩纳·罗慕洛（Carlos Peña Romulo，1898年1月14日—1985年12月15日），菲律宾政府的新闻部部长、外交部长、驻美大使。二战时期因为写作对太平洋地区军事形势的报告而获得普利策新闻奖，之后担任过道格拉斯·麦克阿瑟将军的副官。战后任菲律宾驻联合国首席代表，参与起草《联合国宪章》并代表菲律宾在上面签字。

## 著作
- 《The United》
- 《I Walked with Heroes》
- 《I Saw the Fall of the Philippines》
- 《Mother America and I See the Philippines Rise 》